# Driekoningenkerk (Nidrum)

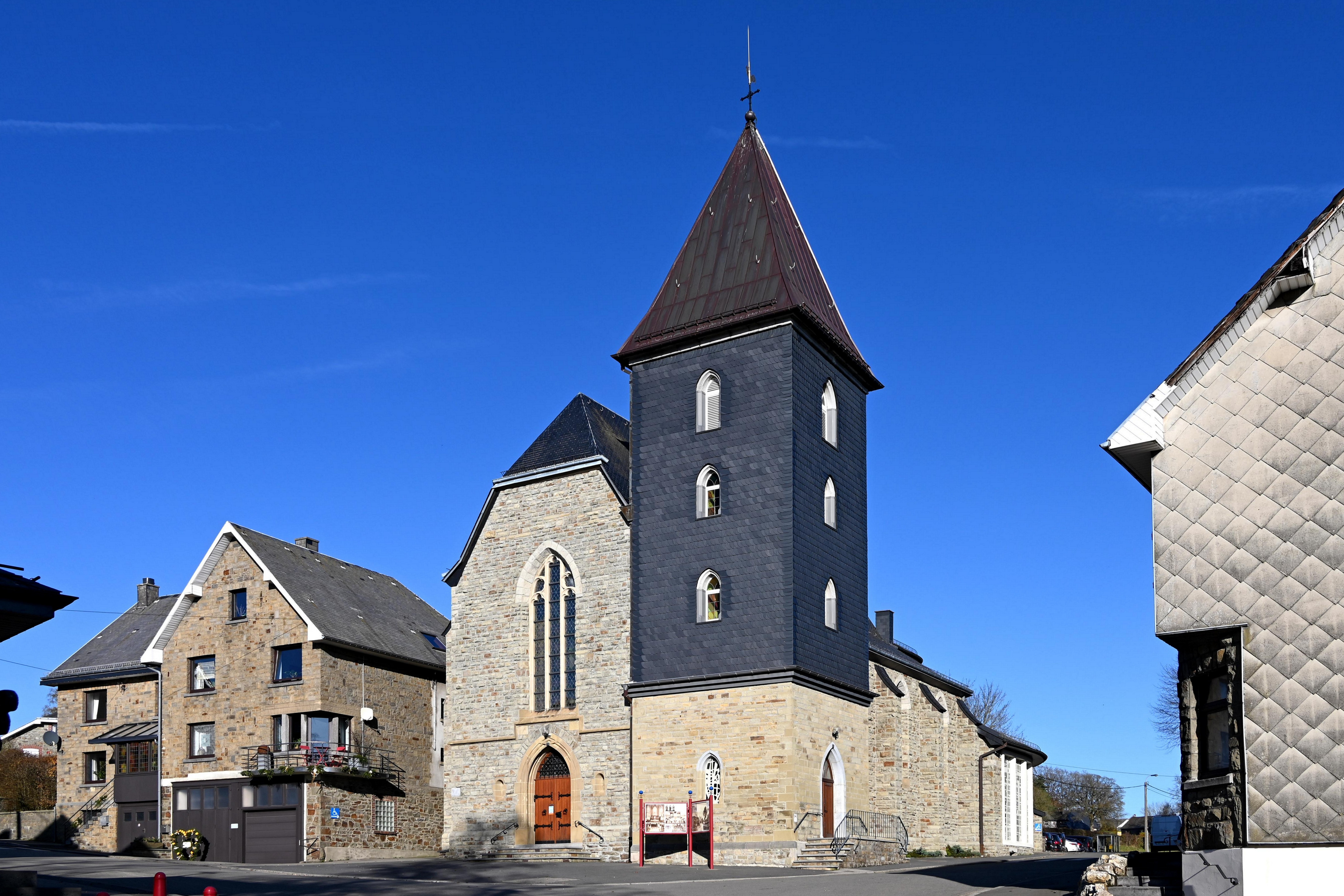
Driekoningenkerk

De Driekoningenkerk (Duits: Kirche Heilige drei Könige) is de parochiekerk van de tot de Luikse gemeente Bütgenbach behorende plaats Nidrum.

## Geschiedenis
De bewoners waren voor de vervulling van hun religieuze plichten afhankelijk van de parochie van Büllingen, wat als lastig werd ervaren. Om tot een zelfstandige parochie te komen moest in een kapel en een behuizing voor een plaatsvervangend pastoor (vicaris) worden voorzien. In 1720 werd de kapel ingezegend. Deze was gewijd aan het Heilig Kruis en de Heilige Driekoningen. Het is niet bekend wanneer de Heilige Driekoningen als belangrijkste patroon werden aangewezen.
In 1861 werd de kapel van een (naastgebouwde) toren voorzien. Deze heeft een vierkante plattegrond, is bedekt met leien en voorzien van een tentdak. De eigenlijke kerk is een eenbeukig bouwwerk onder wolfsdak.